# Палацо (Перуђа)
Палацо је насеље у Италији у округу Перуђа, региону Умбрија.
Према процени из 2011. у насељу је живело 1900 становника. Насеље се налази на надморској висини од 234 м.